# Rotulo

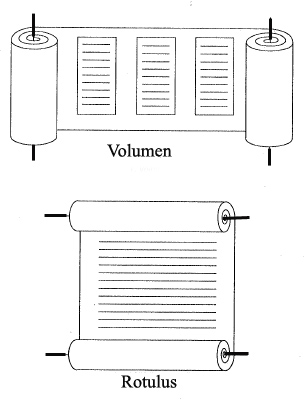
Volumen e rotulo

Un rotulo, o rotulus, è un rotolo progettato come supporto di scrittura, in cui una striscia lunga e stretta di papiro o pergamena, scritta da un lato, è stata anche descritta come una "tapparella o serranda (avvolta) sul suo bastone di legno".
I "rotuli" hanno formato il primo tipo di "volume" (dal latino volvere, "avvolgere"), di cui abbiamo conoscenza. Molti di questi "rotuli" sono stati recuperati nella loro forma primitiva provenienti dagli scavi di Ercolano e altrove. Nei secoli IV e V, però, questi rotoli hanno cominciato a formare dei codici, libri rilegati come li conosciamo oggi: un certo numero di fogli scritti riposti su un piano uno sopra l'altro e collegati l'uno all'altro per i bordi corrispondenti. Tuttavia, per alcuni scopi i rotuli venivano ancora mantenuti in uso.
I "rotuli" rimanevano per:
- alcuni documenti legali (da cui proviene ancora il titolo del funzionario giudiziario inglese noto come il "Master of the Rolls")
- manoscritti, come quelli utilizzati per il canto dell’Exsultet;
- e soprattutto i documenti utilizzati per l'invio di tutti i nomi dei defunti appartenenti a monasteri e altre associazioni che si sono unite per pregare reciprocamente per i morti dell'una o dell'altra.

## Rotoli mortuari
Questi "rotoli mortuari" (in francese "rouleaux des morts") sono stati chiamati in latino "rotuli". Essi erano costituiti da strisce di pergamena, talvolta di enorme lunghezza, a capo della quale è stata inserita la notifica della morte di una particolare persona deceduta o, talvolta, di un gruppo di tali persone. Il rotolo veniva poi trasportato da un messaggero speciale ("gerulus", "rotularius", "rollifer", "tomiger", "breviator", erano alcuni dei vari titoli che gli erano attribuiti) da un monastero all'altro, e per ciascuno di essi vi era una voce sul rotolo attestante il fatto che l'avviso era stato ricevuto e che i suffragi necessari erano stati fatti.
A poco a poco è cresciuta in molti luoghi una consuetudine di fare queste voci in versi con spiegazioni e aggiunte spesso occupando molte righe. Queste registrazioni, alcune delle quali esistono ancora, conservano esempi di composizione di versi ornati. Essi offrono materiali per lo studio della paleografia e anche per un giudizio comparativo degli standard dell'istruzione prevalenti in questi diversi centri di apprendimento.
L'uso di questi "rotoli mortuari" fiorì la maggior parte nei secoli XI, XII e XIII. Alcuni sono di dimensioni straordinarie. Quello della badessa Matilda di Caen, figlia di Guglielmo il Conquistatore, misurava circa 22 metri di lunghezza per 20-25 cm di larghezza , ma questo è stato senza dubbio eccezionale.